# 陌生人
陌生人是指不为個體或团体所认识的人。由於陌生人不被他人所認識，所以陌生人可能会被他人视为威胁，並且不被信任。有些人甚至覺得陌生人很危险，例如長輩就會教育晚輩「不要与陌生人说话」 。不過陌生人對某些人來說，他既不是朋友也不是敵人。